# Rhanidophora
Rhanidophora is een geslacht van vlinders van de familie spinneruilen (Erebidae), uit de onderfamilie Calpinae.

## Soorten
- R. aethiops (Grünberg, 1907)
- R. agrippa Druce, 1899
- R. albigutta Fawcett, 1915
- R. aurantiaca Hampson, 1902
- R. cinctigutta (Walker, 1862)
- R. enucleata Mabille, 1900
- R. flava Bethune-Baker, 1911
- R. flavigutta Hampson, 1926
- R. odontophora Hampson, 1926
- R. phedonia (Stoll, 1781)
- R. piguerator Hampson, 1926
- R. ridens Hampson, 1902
- R. septipunctata Bethune-Baker, 1909